# Pressure (Martin Garrix)
Pressure è un singolo del DJ olandese Martin Garrix, pubblicato il 5 febbraio 2021.
Il brano vede la partecipazione vocale della cantante svedese Tove Lo.

## Video musicale
Il video musicale, reso disponibile in concomitanza con l'uscita del brano, è stato diretto da Philip Hovensjö e Olle Knutson.

## Tracce
Testi e musiche di Martijn Garritsen, Oskar Rindborg, Tove Lo e Wilhelm Börjesson.
1. Pressure (feat. Tove Lo) – 2:24

## Formazione
- Tove Lo – voce
- Wilhelm Börjesson – cori
- Martin Garrix – produzione, produzione vocale
- Osrin – produzione
- Peppe Folliero – mastering, missaggio

## Classifiche
| Classifica (2021) | Posizione massima |
| ----------------- | ----------------- |
| Belgio (Fiandre)  | 66                |
| Croazia           | 81                |
| Lituania          | 33                |
| Paesi Bassi       | 29                |
| Slovacchia        | 48                |
| Svezia            | 39                |
| Svizzera          | 91                |